# Lycostommyia trichotus
Lycostommyia trichotus är en tvåvingeart som beskrevs av Jason Gilbert Hayden Londt 1992. Lycostommyia trichotus ingår i släktet Lycostommyia och familjen rovflugor.
Artens utbredningsområde är Namibia. Inga underarter finns listade i Catalogue of Life.